# Arachnothryx linguiloba
Arachnothryx linguiloba är en måreväxtart som beskrevs av Attila L. Borhidi och Diego. Arachnothryx linguiloba ingår i släktet Arachnothryx och familjen måreväxter. Inga underarter finns listade i Catalogue of Life.